# 萬波ユカ
萬波 ユカ（まんなみ ユカ、1991年8月23日 - ）は、日本のモデル。三重県出身。Donna所属。身長173cm。

## 経歴
三重県生まれ。和歌山県育ち。看護師として勤務を経て、2015年7月にDonnaに所属、「FENDI（フェンディ）」や「UNIQLO（ユニクロ）」のモデルとしてデビュー。同年9月にパリコレデビューを果たした。2016年2月にはニューヨークコレクションに出演した。2021年8月にヴィンテージショップ「MAN Vintage」をオープン。

## 人物
・両親が共働きだったため、祖父母に助けられながら自然の中で大らかに育てられる。
・幼少期からクラシックバレエやピアノを習い、伝統的な和太鼓などを操る。 
・看護師を目指したのは、いずれは地元に戻り貢献したいという想いから。幼少期は獣医になりたかったという。
・ 大阪の看護系大学で保健師や養護教諭などの資格を取得し、卒業後はオペ室で執刀医を手伝う看護師として1年間務める。 

## 出演

### TV
- 今夜くらべてみました（2021年3月17日、日本テレビ）

### CM
- 日本コカ・コーラ　い･ろ･は･す（2018年）
  - 「い･ろ･は･す 白桃 登場」篇（2018年2月12日 - ）
  - 「い･ろ･は･す 驚きのメロンクリームソーダ」篇（2018年3月20日 - ）
  - 「い･ろ･は･す 水源からの水柱」篇（2018年5月7日 - ）
  - 「い･ろ･は･す みかん 日向夏＆温州 登場」篇（2018年5月7日 - ）
  - 「い･ろ･は･す ライチティー 休憩」篇（2018年6月4日 - ）
  - 「い･ろ･は･す 二十世紀梨 想像以上に梨」篇（2018年9月17日 - ）
- 資生堂（2019年11月21日 - ）[8]
- ユニクロ[9]
- ルミネ[10]
- PUNYUS
- Givenchy Essentials(2016)
- 「SHISEIDO ULTIMUNE」2017SSキャンペーン

### パリコレクション(ウィメンズ・プレタポルテ部門)
- Off-White・・・・・・2016SS出演
- Lutz Huelle[11]・・・・・・2016SS出演
- Olympia Le-Tan・・・・・・2016SS出演
- ALLUDE・・・・・・2016SS出演
- Vejas・・・・・2017AW出演
- バレンティン・ユダシュキン・・・・・2017AW出演
- Esteban Cortazar・・・・・2017AW出演
- Shiatzy Chen・・・・・2017AW出演

### ミラノコレクション
- FENDI[12]・・・・・2016SS出演
- Kristina Ti・・・・・2017AW出演(2017AWファーストルック)
- MARCO DE VINCENZO・・・・・2017AW出演
- Agnona・・・・・2017AW出演
- AU JOUR LE JOUR・・・・・2017AW出演

### NYコレクション
- Creatures of the wind・・・・・2016AW、2017AW出演
- DKNY[13]・・・・・2016AW出演
- Area・・・・・2017AW出演
- Misbhv・・・・・2017AW出演
- Eckhaus Latta・・・・・2017AW出演
- ADEAM・・・・・2019AW・2020SS出演(2020SSファーストルック)

### 東京コレクション(公式日程ショー)
- miharayasuhiro[14]・・・・・2016SS出演
- by U・・・・・2016SS出演
- matohu・・・・・2016SS出演
- TAE ASHIDA・・・・・2016SS、2017SS出演
- KBF・・・・・2016SS出演
- KEITA MARUYAMA・・・・・2016AW出演
- Anne Sofie Madsen[ゲスト参加ブランド]・・・・・2016AW、2017SS出演
- TAE ASHIDA・・・・・2016AW出演
- motonariono・・・・・2017SS出演(2017SSは写真発表のみの形式)
- Nehanne MIHARAYASUHIRO・・・・・2017SS出演(2017SSラストルック)

### 東京コレクション(期間外開催&非公式日程ショー)
- BLUE LABEL / BLACK LABEL CRESTBRIDGE・・・・・2016SS出演

来日ショー出演
- 「FENDI」2015-2016AWオートクチュールショーin東京(2015年7月。東京開催)

### 雑誌(Magazine)
- i-D JAPAN(表紙あり)
- WWD JAPAN(表紙あり)
- 装苑(表紙あり)
- NYLON JAPAN(表紙あり)
- JALOUSE(フランス)
- VOGUE JAPAN
- Numero TOKYO
- SPUR
- 25ans
- anan

### LOOKBOOK
- 「MIHARAYUSUHIRO」2016SS LOOKBOOK

### イメージキャラクター
2017年1月～2019年3月アツギ株式会社、アスティーグのイメージキャラクターに起用